# Alouatta ululata
Alouatta ululata is een zoogdier uit de familie van de grijpstaartapen (Atelidae). De wetenschappelijke naam van de soort werd voor het eerst geldig gepubliceerd door Daniel Giraud Elliot in 1912.

## Voorkomen
De soort komt voor in Brazilië